# Annette Humpe

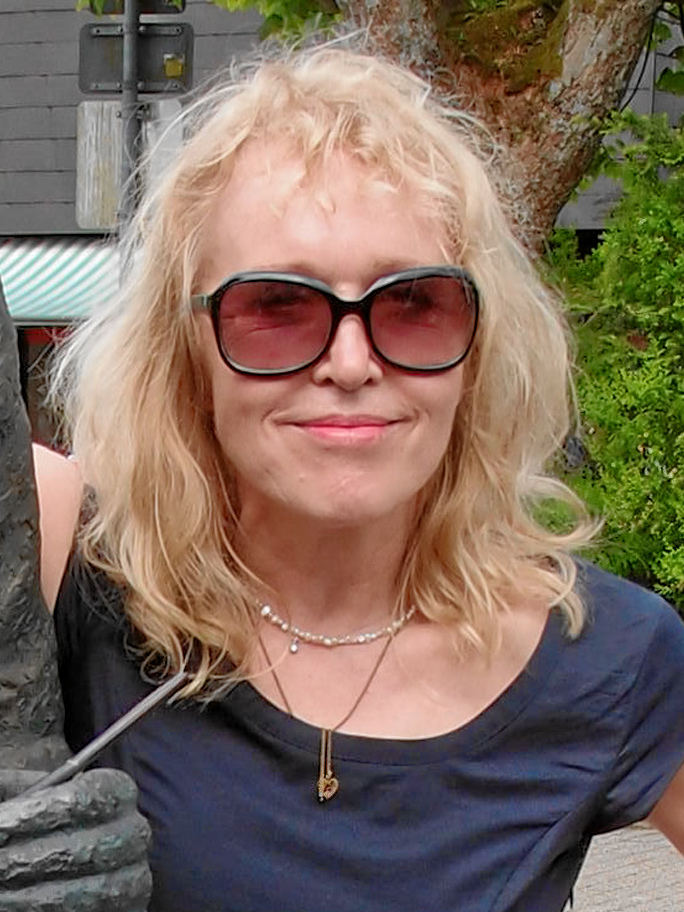
Annette Humpe (2011)

Annette Humpe (* 28. Oktober 1950 in Hagen; weitere, auch auf Tonträgern verwendete Schreibweisen sind Anete oder Anette) ist eine deutsche Popsängerin und Musikproduzentin. Humpes Gruppe Ideal gehörte zu den stilbildenden Vertretern der Neuen Deutschen Welle. Seit 1983 arbeitete sie vornehmlich als Produzentin wie etwa für Palais Schaumburg, Die Prinzen, Lucilectric, Udo Lindenberg und Max Raabe. Ihr erfolgreichstes Projekt wurde die Band Ich + Ich, wo sie bei einigen Titeln auch als Sängerin fungierte.

## Leben
Humpe verbrachte ihre Kindheit zusammen mit ihrer fünf Jahre jüngeren Schwester Inga Humpe in Herdecke an der Ruhr, wo ihre Eltern eine Konditorei betrieben. Später zog sie nach Bad Pyrmont, wo sie 1971 am Humboldt-Gymnasium das Abitur bestand. Für die Schülerzeitung Unkraut-Ex schrieb sie eine Kolumne mit Schüttelversen.
Nachdem sie an der Musikhochschule Köln Semester Komposition und Klavier studiert hatte, zog sie 1974 nach Berlin und sammelte erste Erfahrungen in Bands.
Humpe unterstützt die linke Sammlungsbewegung Aufstehen.
Annette Humpe hat einen 1992 geborenen Sohn und lebt in Berlin.

## Karriere

### 1979–1982: Musikalische Anfänge und Durchbruch mit Ideal
Erste kommerzielle Erfolge erzielte Humpe ab 1979 gemeinsam mit ihrer Schwester Inga in der Formation Neonbabies, die sie mit ihrer Schwester gegründet hatte. Um Geld zu verdienen, arbeitete Humpe tagsüber als Kellnerin in einer Kneipe. Humpe gründete dann 1980 in Berlin zusammen mit Ernst Ulrich Deuker und Frank Jürgen Krüger (genannt „EffJott“) die Band Ideal, die einen Teil des Repertoires der Neonbabies übernahm, darunter auch den späteren Erfolgstitel Blaue Augen. Mit der Band Ideal, in der sie sang und Keyboard spielte, gelang ihr mit den Liedern Berlin und Eiszeit der nationale Durchbruch. Fortan gehörte Humpe zu den bekanntesten Vertretern der Neuen Deutschen Welle. Eng befreundet war Ideal mit der Band Trio, für die sie mehrfach als Backgroundsängerin tätig war (so bei Da Da Da ich lieb dich nicht du liebst mich nicht aha aha aha und Herz ist Trumpf).

### 1983–2003: Erfolge als Produzentin und Humpe & Humpe
1983 löste sich Ideal auf und Humpe trat erstmals als Produzentin in Erscheinung. Für die Gruppe DÖF schrieb und produzierte sie die erfolgreichen NDW-Titel Codo … düse im Sauseschritt und Taxi. Interpretiert wurden die Titel von den beiden österreichischen Kabarettisten Joesi Prokopetz und Manfred Tauchen sowie ersterer Titel wiederum von ihrer Schwester Inga. 1984 produzierte Humpe die Band Palais Schaumburg.
Mit ihrer Schwester gründete sie 1985 die Formation Humpe & Humpe, die sie auch selbst produzierte. Bis 1987 erschienen zwei Alben der Band. Die Single Careless Love erreichte in den deutschen Singlecharts Platz 24. Nebenher produzierte Humpe weitere Künstler wie Rio Reiser und Heiner Pudelko. 1990 erschien mit Solo ihr für längere Zeit letztes Album, auf dem sie mit eigenen Kompositionen zu hören ist.
In den 1990er Jahren produzierte Humpe unter anderem die Bands Die Prinzen (u. a. Gabi und Klaus, Mann im Mond, Mein Fahrrad, Alles nur geklaut), Lucilectric (Mädchen, Hey Süsser, Liebe macht dumm, Fernsehen) und Die Allianz bzw. Band ohne Namen (Knockin’, Boys, Sex Control, Take My Heart) und war somit an ihrem Erfolg beteiligt.
1992 arbeitete Humpe als Songwriterin und mit Gesang mit Christa Fast an deren Album Die Nixe - The Mermaid. An dem Album wirkten auch Bela B als Erzähler und mit Gesang, Annie Lennox mit Gesang und Bearbeitung und Peter Gabriel mit Gesang mit.
1995 veröffentlichte sie unter dem Namen ‚Bamby‘ – erneut mit Beteiligung ihrer Schwester – das Album Wall of Sugar. Bis 2003 war sie zunächst ausschließlich als Komponistin und Produzentin tätig; so zeichnete sie für Udo Lindenbergs Lied Ein Herz kann man nicht reparieren (1991) und den späteren Titel Stark wie zwei (2008) verantwortlich.

### 2004–2010: Erfolg als Musikerin und Produzentin mit Ich + Ich
2004 gründete Humpe mit dem Sänger Adel Tawil die Formation Ich + Ich, für die sie komponierte und die sie auch koproduzierte; bei einigen Titeln, wie etwa Dienen, war sie als Sängerin zu hören. Ich + Ich wurde die erfolgreichste Produktion in Humpes musikalischer Laufbahn. Sowohl die ersten beiden veröffentlichten Studioalben Ich + Ich und Vom selben Stern als auch einige Singles erreichten vordere Chartpositionen. Das Album Vom selben Stern erreichte Platz 1 der Albumcharts und hielt sich über 50 Wochen in den Top 15. Bis 2007 trat sie zusammen mit der Band auf der Bühne auf. Gegenüber dem Spiegel sagte sie dazu: „Ich habe mich von der Bühne verabschiedet, bevor irgendjemand fragt: Was macht denn die Alte da auf der Bühne?“
2009 veröffentlichten Ich + Ich als Vorabsingle ihres Albums Gute Reise den von Humpe geschriebenen und produzierten Song Pflaster, der auf Anhieb auf Platz 1 der deutschen Singlecharts landete. Ende August 2010 wurde eine „kreative Pause“ des Duos bekanntgegeben, um Soloprojekten nachzugehen.

### Seit 2011: Zusammenarbeit mit Max Raabe, Annett Louisan, Ich kann fliegen und 2raumwohnung
Nach dem Ende von Ich + Ich produzierte Humpe für Max Raabe das im Januar 2011 erschienene Album Küssen kann man nicht alleine, mit dem zusammen sie auch die Lieder schrieb. Für das im März 2011 herausgebrachte Studioalbum In meiner Mitte der Sängerin Annett Louisan war sie als Autorin für die Singles Verschwinde und Pärchenallergie beteiligt. 2012 schrieb sie für die Band Ich kann fliegen, die beim Bundesvision Song Contest 2012 für Niedersachsen antrat, den Titel Mich kann nur Liebe retten. Für das im Januar 2013 erschienene Album Für Frauen ist das kein Problem und im Oktober 2022 veröffentlichte Album Wer hat hier schlechte Laune setzte sie ihre Zusammenarbeit mit Max Raabe fort. 2015 trat Humpe in dem Essayfilm B-Movie: Lust & Sound in West-Berlin 1979–1989 auf, einer Dokumentation mit Mark Reeder, Jörg A. Hoppe, Klaus Maeck, Heiko Lange und Alexander von Sturmfeder. 2017 arbeitete sie mit an dem Album Nacht und Tag der Band 2raumwohnung mit ihrer Schwester Inga als Sängerin.
2025 unterrichtete sie als Gastdozentin an der Universität Tübingen Songwriting.

## Diskografie
Studioalben

| Jahr | Titel Pseudonym                         | Höchstplatzierung, Gesamtwochen, AuszeichnungChartplatzierungen (Jahr, Titel, Pseudonym, Platzierungen, Wochen, Auszeichnungen, Anmerkungen) | Höchstplatzierung, Gesamtwochen, AuszeichnungChartplatzierungen (Jahr, Titel, Pseudonym, Platzierungen, Wochen, Auszeichnungen, Anmerkungen) | Höchstplatzierung, Gesamtwochen, AuszeichnungChartplatzierungen (Jahr, Titel, Pseudonym, Platzierungen, Wochen, Auszeichnungen, Anmerkungen) | Höchstplatzierung, Gesamtwochen, AuszeichnungChartplatzierungen (Jahr, Titel, Pseudonym, Platzierungen, Wochen, Auszeichnungen, Anmerkungen) | Anmerkungen                                            |
| Jahr | Titel Pseudonym                         | DE | AT | CH | UK | Anmerkungen                                            |
| ---- | --------------------------------------- | --- | --- | --- | --- | ------------------------------------------------------ |
| 1985 | Humpe • Humpe                           | DE19 (16 Wo.)DE | — | — | — | Erstveröffentlichung: 14. Mai 1985 mit Inga Humpe      |
| 1987 | Swimming with Sharks Inga & Anete Humpe | DE54 (6 Wo.)DE | — | — | — | Erstveröffentlichung: 20. November 1987 mit Inga Humpe |
| 1990 | Solo Annette Humpe                      | — | — | — | — | Erstveröffentlichung: 1990                             |
| 1995 | Wall of Sugar Bamby                     | — | — | — | — | Erstveröffentlichung: 25. August 1995                  |

## Auszeichnungen
- 1983: Adolf-Grimme-Preis mit Silber für die Regie bei Jetzt kommt die Flut: Liebe, Geld und Tod
- 1996: ECHO Pop in der Kategorie „Erfolgreichste Produzentin“
- 2005: 1 Live Krone für das Lebenswerk gemeinsam mit ihrer Schwester Inga Humpe
- 2009: Deutscher Musikautorenpreis
- 2011: ECHO Pop für ihr Lebenswerk, die Laudatio hielt Max Raabe
- 2011: Paul-Lincke-Ring der Stadt Goslar
- 2018: Verdienstorden der Bundesrepublik Deutschland[13]
- 2025: Preis für Popkultur (für ihr Lebenswerk)[14]